# Distretto di Tipán
Il distretto di Tipán è uno dei quattordici distretti della provincia di Castilla, in Perù. Si trova nella regione di Arequipa e si estende su una superficie di 57,68 chilometri quadrati.

Istituito il 13 dicembre 1943, ha per capitale la città di Tipán; al censimento 2005 contava 589 abitanti.